# Гайсбургский марш

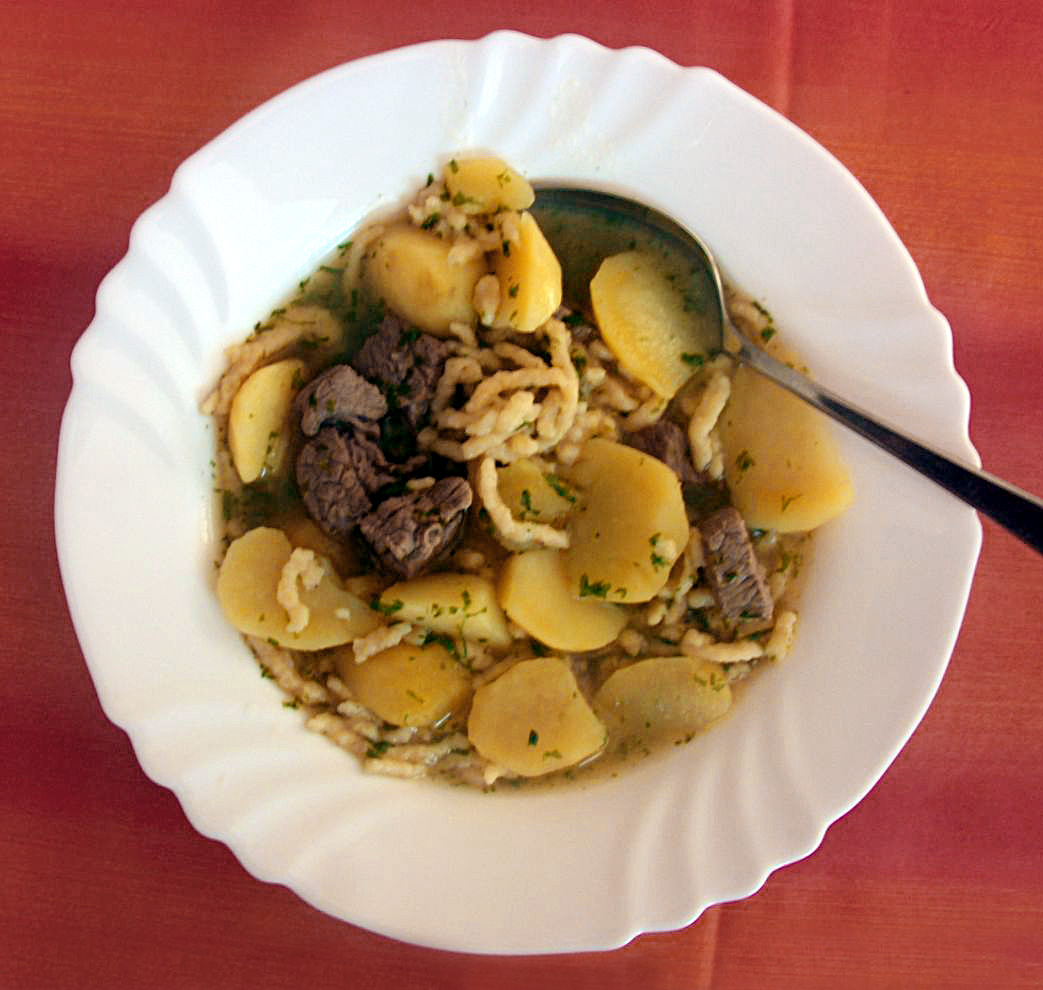
«Гайсбургский марш»

«Га́йсбургский марш» (нем. Gaisburger Marsch) — традиционное мясное блюдо швабской кухни, айнтопф, особенностью которого является присутствие среди ингредиентов не только картофеля, но и макаронных изделий шпецле. Блюдо появилось в XIX веке в Штутгарте: местные офицеры маршевым порядком отправлялись обедать в трактир «Беккершмиде» в близлежащий городок Гайсбург, где подавали их любимый сытный и дешёвый суп. По другой версии, жёнам военнопленных из Гайсбурга разрешалось приносить мужьям только одну миску еды в день, поэтому женщины собирали в такую передачу всё сразу и отправлялись в путь.
Для приготовления «гайсбургского марша» сначала варят крепкий говяжий бульон с суповой зеленью. Мясо режут кубиками, картофель и шпецле отваривают отдельно, репчатый лук обжаривают на сливочном масле. «Гайсбургский марш» сервируют порционно непосредственно в глубокой тарелке: порезанное кубиками мясо, картофель и шпецле заливают горячим бульоном и посыпают жареным луком и рубленой петрушкой.
«Гайсбургский марш» — любимое блюдо бывшего федерального президента ФРГ Хорста Кёлера, в 2004 году на официальном приёме под названием «Демократический пир» по случаю его вступления в должность «гайсбургским маршем» угощали несколько тысяч гостей.